# فرايدي بريج (كامبريدجشير)
فرايدي بريج (بالإنجليزية: Friday Bridge, Cambridgeshire)‏ هي قرية تقع في المملكة المتحدة في إنجلترا.